# Timian
Timian (kinesiska: 梯面) är en köping i sydöstra Kina. Den ligger i stadsdistriktet Huadu i provinshuvudstaden Guangzhou i provinsen Guangdong, omkring 46 kilometer norr om centrala Guangzhou. Antalet invånare är 9 516. Befolkningen består av 4 318 kvinnor och 5 198 män. Barn under 15 år utgör 14,0 %, vuxna 15-64 år 75 %, och äldre över 65 år 10,0 %.